# Drypetes sepiaria
Drypetes sepiaria là một loài thực vật có hoa trong họ Putranjivaceae. Loài này được (Wight & Arn.) Pax & K.Hoffm. mô tả khoa học đầu tiên năm 1922.

## Hình ảnh

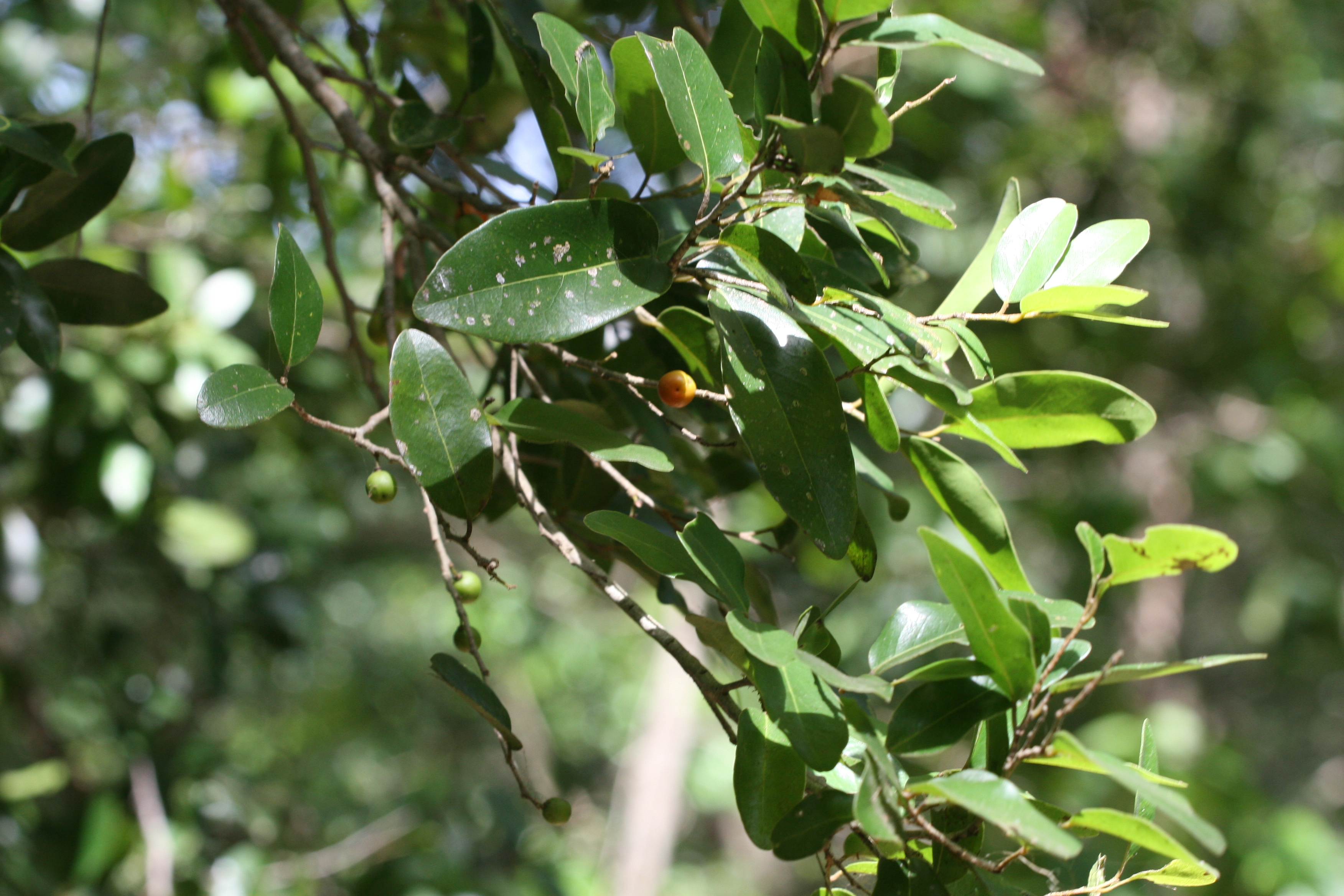
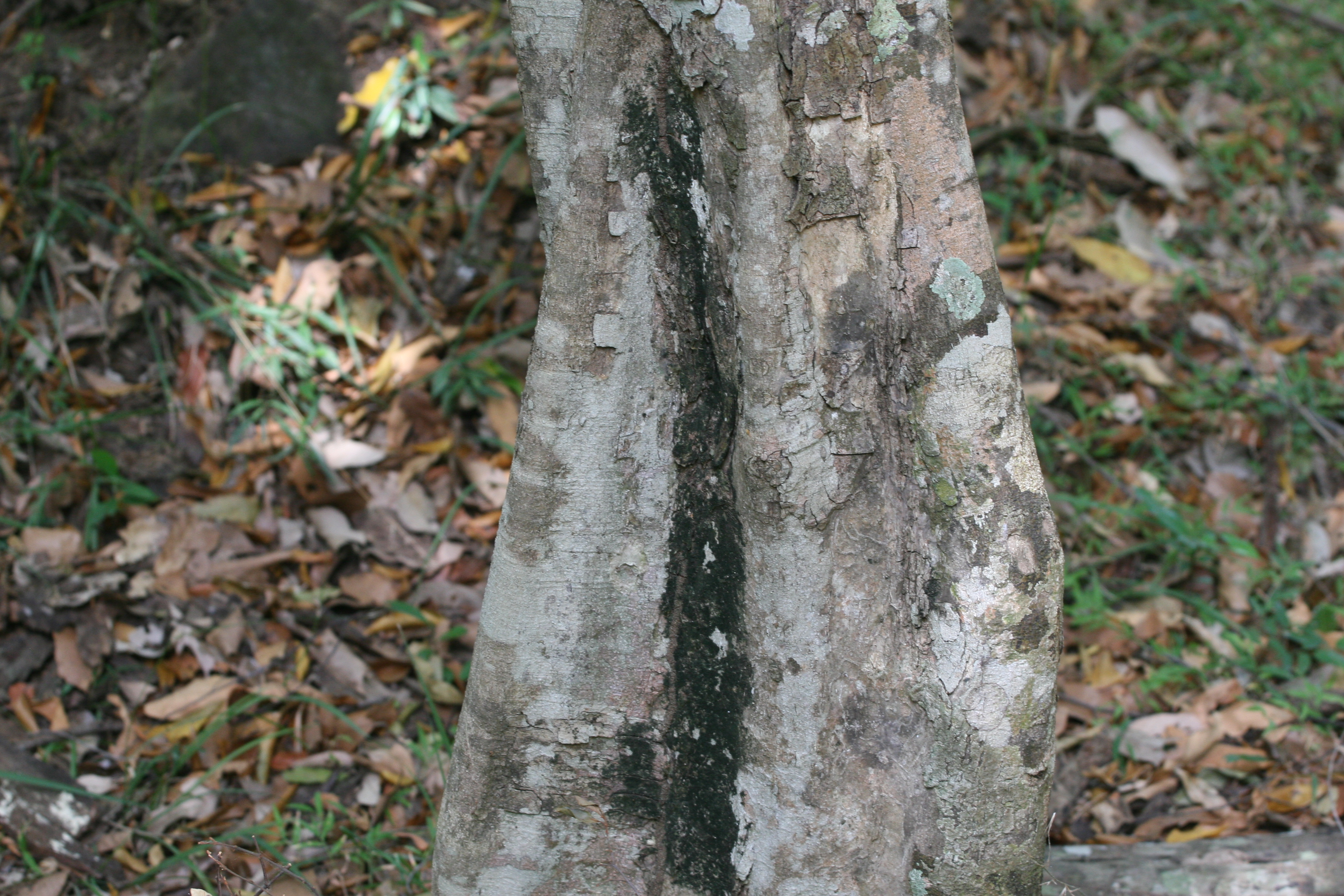